# Zygoribatula magna
Zygoribatula magna är en kvalsterart som beskrevs av Ramsay 1966. Zygoribatula magna ingår i släktet Zygoribatula och familjen Oribatulidae. Inga underarter finns listade i Catalogue of Life.